# Yuzuru Hiraga
Yuzuru Hiraga (平賀 譲 Hiraga Yuzuru?,  Tokio, 8 de marzo de 1878-Tokio, 17 de febrero de 1943) fue un influyente arquitecto naval japonés en los años 1910 y 1920, responsable del diseño de la mayoría de los  principales buques de guerra de la Armada Imperial Japonesa que posteriormente participarían en la Segunda Guerra Mundial, especialmente los cruceros pesados que debían cumplir los requerimientos del Tratado Naval de Washington.

## Biografía
Hiraga nació en Tokio en 1878, sus padres procedían de Hiroshima, realizó sus estudios preparatorios en Hibiya y luego en 1898 fue admitido en Ciencias de la Ingeniería en la Universidad de Tokio, especializándose en Ingeniería Naval. Mientras cursaba el primer año fue enrolado en la Armada Imperial Japonesa como subteniente de marina siguiendo paralelamente sus estudios universitarios. Fue enviado a los astilleros de Yokosuka para estudiar ingeniería militar naval y en 1905 alcanzó el grado de teniente de marina.  Fue enviado al Arsenal de Kure para continuar sus estudios en ingeniería naval militar.
A partir de 1905, en el apogeo de la guerra ruso-japonesa , Hiraga fue enviado al Reino Unido para estudios posteriores. Dejó de Yokohama en enero, y estuvo en Estados Unidos un tiempo,  llegó a Londres en abril de ese año. A partir de octubre, fue inscrito en el Royal Naval College de Greenwich donde estudió construcción naval militar graduándose en 1908. Luego fue asignado a Francia e Italia como agregado naval familiarizándose con la ingeniería naval de ese entonces en los astilleros de esos países.
En septiembre de 1909, ya licenciado de ingeniero fue nombrado profesor de ingeniería en la Universidad de Tokio.
En 1912, Hiraga fue  ingeniero jefe del equipo de diseño para el nuevo  acorazado Yamashiro , y la conversión del acorazado clase Kongo,  Hiei desde su concepción como crucero de batalla a la de acorazado. También trabajó en los diseños para la clase Kaba, una clase de destructores de escolta,  recibió el ascenso a comandante el 1 de diciembre de 1912.
Hiraga estuvo relacionado con el diseño y construcción de los acorazados de la Clase Tosa cuya planificación se le denominó Flota 8 y 8 promovida por el ministro de Marina Kato Tomosaburo, asimismo fue responsable de las modificaciones de la clase Nagato post Batalla de Jutlandia, algunas fuentes lo indican como el diseñador jefe de la clase Nagato pero esto no está plenamente confirmado.
Fue ascendido al rango de capitán , y al contralmirante el 1 de junio de 1922.
En 1925, fue asignado como jefe de la División de Investigación de Construcción Técnica Naval de la Investigación Técnica Naval y desarrolló un intenso debate por reformar la clase Kongo. El  crucero ligero Yubari fue considerada su obra maestra en ese tipo de navíos de guerra.
Hiraga fue nombrado asesor técnico de la delegación japonesa en la Conferencia Naval de Washington , y se encontraba en los Estados Unidos desde noviembre de 1923 hasta agosto de 1924, convirtiéndose en jefe del Departamento Técnico de la marina de guerra japonesa imperial a su regreso. Fue ascendido a vicealmirante en 1925. 
Hiraga fue considerado un genio matemático y un ingeniero naval muy talentoso; pero muy poco flexible en aceptar propuestas y modificaciones a los proyectos de la Armada, las discusiones se relacionaban con el centro de gravedad elevado de sus diseños, eventualmente en 1929 fue pasado a retiro "honorablemente" de la Armada Imperial Japonesa conservando el rango y convirtiéndose en ingeniero asesor de los astilleros Mitsubishi.
Hiraga tuvo que enfrentar acusaciones e investigaciones acerca de sus diseños debido al Incidente Tomozuru y después al Incidente de la Cuarta Flota en que un tifón desbarató a los destructores Clase Fubuki de los cuales salió reivindicado. 
El 30 de julio de 1932 se convirtió en profesor en la Universidad Imperial de Tokio, ocupando el cargo hasta el 31 de marzo de 1938.
En 1935, fue parte de una conferencia técnica de arquitectos navales de la cual se convirtió asesor del equipo técnico del ingeniero   Keiji Fukuda quien estuvo a cargo del diseñó y construcción de la clase Yamato.
Sus diseños de cruceros pesados se distinguían por ser extremadamente poderosos, pero también inestables debido al peso del excesivo armamento que portaban para un casco de tan poco desplazamiento (por debajo de las 10 000 toneladas). Un ejemplo extremo resultó ser la clase Mogami, que generó el comentario deben estar haciendo sus buques de cartón o mintiendo, por parte del Director de Construcción Naval de la Royal Navy.
Tras su servicio en la Armada Imperial Japonesa, en la que obtuvo el rango de vicealmirante, se incorporó como decano a la Facultad de Ingeniería de la Universidad Imperial de Tokio, para convertirse en rector de la Universidad en 1938.
En febrero de 1943, contrajo neumonía y falleció en el hospital de la Universidad de Tokio a los 63 años.